# Castlevania: Symphony of the Night
Castlevania: Symphony of the Night — це рольова гра, розроблена й видана Konami для PlayStation і Sega Saturn. Її режисером і продюсером став Тору Хагіхара, а Кодзі Ігарасі виконував обов'язки асистента режисера. Це пряме продовження Castlevania: Rondo of Blood, дія якого розгортається через чотири роки. У ній представлений син Дракули дампір Алукард (повертаючись із Castlevania III: Dracula's Curse) як головний герой, який прокидається зі сну, щоб дослідити замок Дракули, який відновився після зникнення Ріхтера Белмонта. Її дизайн знаменує відрив від попередніх частин у серії, повторно вводячи дослідження, нелінійний дизайн рівнів та елементи рольової гри, з якими вперше експериментували в Castlevania II: Simon's Quest.
Симфонія ночі спочатку продавалася погано. Однак, поступово вона почала продаватися через сарафанне радіо і стала популярним хітом, стала культовою і продала понад 700 000 одиниць у Сполучених Штатах і Японії. Гра отримала широке визнання, критики часто називали її однією з найкращих відеоігор усіх часів, вихваляючи інноваційний геймплей, атмосферу, візуальні ефекти та саундтрек. Він також вважається піонером жанру Metroidvania, надихнувши численні дослідницькі пригодницькі ігри. Symphony of the Night мала тривалий вплив на серію Castlevania, з численними наступними основними частинами, які приймали її модель ігрового процесу.

## Геймплей

Гравець, як Алукард, досліджує замок Дракули — велику, взаємопов'язану територію — і бореться з ворогами на своєму шляху.

Symphony of the Night використовує двовимірний ігровий процес із бічним прокручуванням. Мета — дослідити замок Дракули, щоб перемогти сутність на ім'я Шафт, яка контролює Ріхтера Бельмонта, самопроголошеного володаря замку та героя подій, що відбулися в Castlevania: Rondo of Blood. Шафта можна побачити лише з певним предметом, отриманим під час гри. Коли він зазнає поразки, відкривається друга частина гри, Перевернутий замок, перевернута версія першого замку з новими ворогами та босами. Алукарду потрібно знайти п'ять конкретних босів, щоб зібрати п'ять частин Дракули (з посиланням на Castlevania II: Simon's Quest), що зрештою призведе до фінальної битви з щойно пробудженим Дракулою.
Гра є нелінійною, оскільки більша частина замку недоступна, доки не буде зібрано різні предмети та здібності, включаючи зміну форми в кажана, вовка чи туману. Коли гравець відкриває більше території замку, то карта оновлюється, щоб показати прогрес.
У той час як ігрові персонажі у попередніх іграх Castlevania зазвичай використовували батіг, гравець може знаходити та використовувати різноманітну зброю. Гра включає в себе інвентар та інші елементи рольової гри.
Castlevania: Symphony of the Night містить елементи рольових відеоігор. Очки життя Алукарда визначають максимальну кількість шкоди, яку він може витримати перед смертю, тоді як його магічні очки визначають, як часто можна використовувати магічну атаку. Алукард може збирати серця, що випали зі свічок, і ворогів, щоб використовувати допоміжну зброю, як у попередніх іграх. Алукард має чотири інших атрибути: сила, потужність його фізичної атаки; здоров'я, стійкість до пошкоджень, завданих монстрами; інтелект, потужність магічних атак і підзброї; та удача, частота, з якою вороги скидають предмети, а також шанс нанести критичний удар.
Перемога над монстрами дає Алукарду очки досвіду, і він підвищиться, досягнувши заздалегідь визначене значення своїх підвищених характеристик в процесі. Окрім підвищення рівня, Алукард може знайти судини життя та судини серця, розкидані навколо замку, які назавжди збільшують максимальні очки життя та серця Алукарда відповідно. Алукард може використовувати вісім різних заклинань, що вимагає від гравця введення комбінацій напрямків і використання різної кількості його магічних балів. Під час гри Алукард може отримати здатність викликати фамільярів, які функціонують як додаткові сутності, допомагаючи йому в битві та дослідженні.
Альтернативні режими ігрового процесу можна розблокувати після завершення гри. Ввівши ім'я Ріхтера Бельмонта як ім'я користувача, гравець може грати за Ріхтера, який використовує батіг як основну зброю та різні додаткові види зброї. У версію для Sega Saturn можна грати на порті для PlayStation Portable Castlevania: The Dracula X Chronicles, а також на порті для PlayStation 4 — Castlevania Requiem, у яких Марія Ренар є як ігровий персонаж.

## Сюжет
Castlevania: Symphony of the Night починається під час закінчення попередньої гри серії Castlevania: Rondo of Blood, де Ріхтер Бельмонт протистоїть і перемагає графа Дракулу. Чотири роки по тому, в 1796 році, Ріхтер зникає, і замок Дракули з'являється знову. Алукард прибуває в замок, щоб знищити його, зустрічаючи Марію Ренар, яка колись боролася з Ріхтером пліч-о-пліч і шукає його. Алукард зустрічає Ріхтера, який стверджує, що він новий володар замку. Переконавшись, що Ріхтер знаходиться під чиїмось контролем, Марія закликає Алукарда не шкодити йому та дає йому Святі окуляри, які дозволяють йому побачити минулі ілюзії. У фортеці замку Алукард стикається з Ріхтером і дізнається, що той планує воскресити Дракулу, щоб вони могли битися цілу вічність. Під час бою Алукард порушує закляття, яке керує Ріхтером, і з'являється слуга Дракули Шафт, який каже їм, що Дракула все одно незабаром воскресне.
Алукард залишає Ріхтера та Марію протистояти Шафту, наважуючись знайти його в перевернутій копії замку. Шафт розповідає, що планував покласти край загрозі клану Бельмонтів, контролюючи одного з них і змусивши клан воювати один з одним. Після перемоги над Шафтом Алукард стикається зі своїм батьком, який клянеться покласти кінець людству, оскільки мати Алукарда Ліза була страчена як відьма. Алукард відмовляється приєднатися до батька в його помсті, і він перемагає його. Алукард розповідає Дракулі, що йому багато разів заважали, тому що він втратив здатність любити після смерті Лізи, і що останні слова Лізи були зізнанням у вічній любові до нього та благанням не ненавидіти або принаймні не шкодити людству. Перед смертю Дракула просить вибачення у Лізи і прощається зі своїм сином.
Після втечі із замку, що руйнується, Алукард повертається до Марії та Ріхтера. Марія з полегшенням відчуває, що він утік, тоді як Ріхтер звинувачує себе в тому, що став причиною бійки Алукарда з батьком. Алукард каже Ріхтеру: «Єдина річ, необхідна для тріумфу зла, це те, щоб добрі люди нічого не робили» (цитата, приписувана Едмунду Берку), і вирішує зникнути зі світу через свою прокляту кровну лінію. Залежно від того, яку частину замку дослідив гравець, Марія або переслідує Алукарда в надії передумати, або змириться з долею Алукарда та йде з Ріхтером.

## Розвиток
У 1994 році почалася розробка гри Castlevania для 32X, під робочою назвою Castlevania: The Bloodletting. Було створено ігровий прототип, але Konami вирішила переорієнтувати свої зусилля на PlayStation, і в результаті гру було скасовано. Ці початкові ідеї були змінені, і проект став Symphony of the Night.
Режисером і продюсером гри став Тору Хагіхара, який був режисером попередньої частини, Rondo of Blood. Ігарасі мав творчий вплив і брав участь у написанні історій і програмуванні. На етапі виробництва Хагіхара отримав підвищення до керівника відділу та попросив Ігарасі закінчити гру як помічник директора. З самого початку гра мала представляти новий напрямок для франшизи. За словами Ігараші, Castlevania: Symphony of the Night почала розроблятися як «щось на кшталт побічної історії для серії, ми змогли порушити багато конвенцій Castlevania і ввести багато нових елементів, які ми використовуємо до сих пір». Основною мотивацією для різкої зміни дизайну стало те, що вони побачили десятки ігор Castlevania на розпродажах у японських магазинах відеоігор, які не продалися; лінійні ігри Castlevania пропонували обмежену цінність для повторного проходження після завершення. Відомий шанувальник двовимірних ігор, Ігарасі зіграв важливу роль у вдосконаленні схеми керування грою.

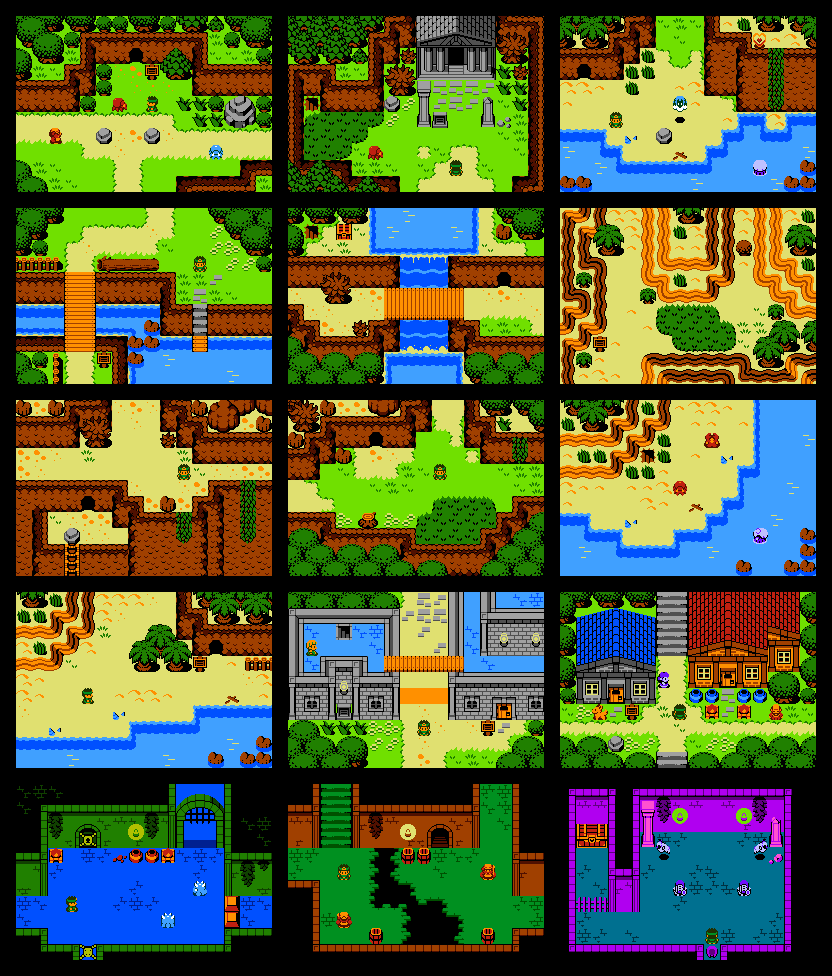
Нелінійний ігровий процес і різні середовища у франшизі The Legend of Zelda, схожі на те, що зображено на цьому знімку, допомогли надихнути команду Ігараші реалізувати їх у вигляді сайд-скролеру.

Ігарасі вважав, що звичайні екшен-ігри занадто короткі, і він хотів створити гру, якою «можна було б насолоджуватися протягом тривалого часу». Отже, команда розробників відмовилася від традиційного поетапного прогресу попередніх ігор Castlevania на користь відкритого замку, який гравець міг вільно досліджувати. Ігарасі звернувся до серії The Legend of Zelda від Nintendo, яка передбачала багато досліджень і повернення назад, щоб розширити ігровий процес. Ігарасі зміг використати критичну реакцію з Castlevania II: Simon's Quest, яка була більше зосереджена на дослідженні, ніж на дії, щоб представити Symphony of the Night Konami. Команда розробників використовувала натхнення з The Legend of Zelda, щоб зробити більшість областей замку спочатку недоступними для гравця. Гравець поступово отримував предмети та здібності, які поступово відкривали замок. Їхня ідея полягала в тому, щоб винагородити за дослідження, зберігши при цьому «Hack and slash» екшн з попередніх ігор.
Додано рольову механіку, оскільки Ігарасі вважав, що попередні ігри Castlevania були надто складними для пересічних гравців. Щоб змінити це, команда запровадила систему підвищення рівня з очками досвіду, яка нагороджувала гравців кращою статистикою атаки та захисту, коли вони перемагали ворогів. Ця система в поєднанні з різноманітними предметами, обладунками, зброєю та заклинаннями дозволила невмілим гравцям полегшити дослідження.
Symphony of the Night відзначив дебют художника Аямі Кодзіми в індустрії відеоігор. Вона працювала над грою як дизайнер персонажів, концептуалізуючи головний і допоміжний акторський склад гри. На її дизайн гри сильно вплинуло мистецтво в стилі бішонен. </link> Гра представлена за допомогою 2D-візуальних зображень, переважно спрайтів, анімованих на прокручуваному фоні. У PlayStation не було апаратного забезпечення для прокручування, що призвело до того, що розробники використовували ті самі методи для відображення спрайтів персонажів, що й для відображення фону. Іноді використовуються 3D-можливості PlayStation. Гра містить початкову та кінцеву кінематографію, створену іншою групою в Konami. Ігарасі та команда розробників були розчаровані якістю кінематографічного зображення, яке демонструвало плоскі моделі без текстур.

### Аудіо
Музику, використану в Castlevania: Symphony of the Night, написав Мічіру Ямане. Саундтрек містить елементи з багатьох музичних жанрів, включаючи класику, техно, готичний рок, нью-ейдж, джаз і піджанри металу, зокрема елементи треш-металу. Під час титрів звучить «I Am the Wind», вокальна завершальна тема, написана Рікою Муранакою та Тоні Хейнсом у виконанні Синтії Харрелл.

## Версії та перевидання

### PlayStation і Saturn
Castlevania: Symphony of the Night була випущена в Японії 20 березня 1997 року, у Північній Америці 3 жовтня 1997 року та в Європі в листопаді 1997 року Японський випуск був укомплектований художньою книгою, яка містила невелику манґу, засновану на грі, і саундтрек, зібраний з більшості попередніх ігор Castlevania.

Локалізацією північноамериканської та європейської версій займався Джеремі Блауштайн, хоча він не був присутній для запису голосу. Блауштайн додав рядки «Що таке людина? Жалюгідна маленька купа таємниць», які взяті з роману Андре Мальро «Доля людини». Інші зміни, внесені в локалізацію, включали покращення штучного інтелекту, додавання звукового тесту та виправлення помилки, яка вимикала гру, виявлену в японському випуску. Перспектива виходу гри в Сполучених Штатах мала низьку оцінку, бо мала відносно мало реклами, отримала обмежене фінансування для виробництва в Північній Америці та спочатку не мала великого фінансового успіху. Гру було перевидано в Японії на лейблі «PlayStation the Best» 19 березня 1998 року, а в Північній Америці на «Greatest Hits» у 1998 році
-Кодзі Ігараші, червень 2007 року, про порт на Сатурн
У 1998 році порт Castlevania: Symphony of the Night був випущений в Японії для Sega Saturn. У цій версії Марія Ренар є як повністю ігровим персонажем, так і босом, а Ріхтер доступний для гри на початку гри. Під час гри за Алукарда доступна «третя рука», але лише для предметів, що змінюють характеристики, як-от їжа та зілля, а не для зброї. Алукард може використовувати ексклюзивні предмети, такі як черевики Божої швидкості, які дають йому можливість бігати, як Ріхтер. </link> Можна відвідати нові території, Прокляту в'язницю та Підземний сад, які включають нових босів. Порт також містить ремікси пісень із попередніх ігор Castlevania. Однак у версії Saturn завантаження відбувається частіше і займає більше часу, ніж в інших версіях. Оскільки Сатурн має обмежену апаратну підтримку прозорості, такі ефекти прозорості, як тумани та водоспад, були замінені ефектами згладжування, хоча часткова прозорість існує в кількох областях, наприклад, з ексклюзивними ворогами Сатурна та одним із фінальних боїв. Замість того, щоб використовувати переваги підвищеної роздільної здатності Saturn, графіку було розтягнуто, щоб заповнити екран, що призвело до спотворення деяких спрайтів. За словами Ігараші, загальна якість відео порту Saturn нижча, ніж у версії PlayStation, оскільки це простий порт, яким керує інша команда, і він не був запрограмований на використання переваг 2D-можливостей Saturn. Загалом Ігарасі висловив розчарування версією Saturn.

### Перевидання
Прототип порту для Game.com був розроблений, але комерційно не випущений.
У 2006 році Konami оголосила, що версія гри для PlayStation буде перенесена на Xbox 360 і поширюватиметься через Xbox Live Arcade. Гру портувала компанія Backbone Entertainment. Це була перша гра Xbox Live Arcade, яка перевищила обмеження розміру файлу в 50 МБ для ігор на сервісі на той час. Керівник групи Xbox Live Arcade Грег Канесса заявив, що для Symphony of the Night було зроблено виняток, щоб «забезпечити найкращий ігровий процес». Ця версія була випущена 21 березня 2007 року. Як і в більшості ігор Xbox Live Arcade, Castlevania: Symphony of the Night містить таблиці лідерів, які відстежують прогрес гравців у замку, і містить 12 досягнень вартістю у 200 балів. Щоб заощадити місце, з північноамериканської та європейської версій гри було видалено всі повноцінні відеоряди. Відтоді їх повернули до японської версії, яка приблизно на 25 мегабайт більша. </link> У той час як версія без виправлень на Xbox Live Arcade все ще містила «I Am the Wind» як музику на завершення гри, пізніший патч замінив її на «Admiration Towards the Clan», заключну пісню в Castlevania: Lament of Innocence через причини ліцензування. </link> Цей патч також виправив спотворене фонове зображення в одній кінцівці. У 2009 році Konami випустила Castlevania: Symphony of the Night разом із Super Contra та Frogger на Konami Classics Vol. 1 збірці для Xbox 360.
Symphony of the Night було перевидано як назву «PSone Classics» у магазині PlayStation Network 19 липня 2007 року в Північній Америці, 16 грудня 2010 року в Японії та 12 грудня 2012 року в Європі для використання. з PlayStation 3, PlayStation Portable і PlayStation Vita.
Порт Symphony of the Night був включений як розблокований бонусний вміст у Castlevania: The Dracula X Chronicles для PlayStation Portable, яка була випущена в Північній Америці 23 жовтня 2007 року, в Японії 8 листопада 2007 року та в Європі в лютому 18, 2008. За винятком японського випуску, англійський переклад містить новий сценарій і нещодавно записану озвучку з можливістю прослуховування оригінальних японських голосів. Випуск PSP є портом версії PlayStation, але містить деякі доповнення та зміни. Марія Ренар — ігровий персонаж і бос у цій версії, яка має новий набір рухів, створений за моделлю її здібностей у Рондо крові. Як і у версії для Xbox 360, «I Am the Wind» було замінено на «Mournful Serenade», новий твір, створений Мічіру Ямане, як заключну тему. Додано англійську версію пісні «Nocturne» разом із кількома фамільярами, обидва з яких були видалені в попередніх міжнародних випусках гри. Версії Dracula X Chronicles Symphony of the Night і Rondo of Blood були перевидані для PlayStation 4 26 жовтня 2018 року як частина збірки Castlevania Requiem. Порти гри для Android та iOS були випущені 4 березня 2020 року на основі версії Dracula X Chronicles.

## Рецепція
| Агрегатор  | Оцінка                                 |
| ---------- | -------------------------------------- |
| Metacritic | 93/100 (PS) 89/100 (X360) 88/100 (iOS) |

| Видання                                  | Оцінка                    |
| ---------------------------------------- | ------------------------- |
| 1Up.com                                  | A (PS)                    |
| Computer and Video Games                 | 5/5 (PS)                  |
| Edge                                     | 8/10 (PS)                 |
| Electronic Gaming Monthly                | 9.25/10 (PS)              |
| Eurogamer                                | 9/10 (X360)               |
| Famitsu                                  | 30/40 (PS) 32/40 (SS)     |
| Game Informer                            | 9.5/10 (PS)               |
| GameFan                                  | 294/300 (PS)              |
| GameRevolution                           | B+ (PS)                   |
| GameSpot                                 | 8.9/10 (PS) 8.5/10 (X360) |
| Hyper                                    | 82% (PS)                  |
| IGN                                      | 9/10 (PS, X360)           |
| Next Generation                          | (PS)                      |
| Official U.S. PlayStation Magazine       | 5/5 (PS)                  |
| Official Xbox Magazine (Велика Британія) | 9/10 (X360)               |
| TouchArcade                              | (iOS)                     |

Castlevania: Symphony of the Night отримала широке визнання критиків під час свого виходу. Критики хвалили величезний ігровий світ, який можна вільно досліджувати, з його численними секретами, які потрібно розкрити і хвалили гру за інтеграцію елементів рольової гри без шкоди для основного ігрового процесу серії.  Численні критики також згадали про геніально розроблених ворогів і численні повороти сюжету.  GameSpot легко її назвав «однією з найкращих ігор, коли-небудь випущених, і справжнім свідченням того, що 2D-ігри не є мертвими в жодному разі». «Комп'ютерні та відеоігри» прокоментували: «Це може бути старомодним стилем, але здається, що це найновіша річ року». Next Generation заявили, що « у Symphony of the Night написана класична гра» і назвали її «вражаючою» для 2D-платформера з боковою прокруткою в епоху 32- та 64-розрядних ігор. GamePro поставив їй ідеальні 5,0 з 5 у всіх чотирьох категоріях (графіка, звук, керування та фактор задоволення), назвавши її «однією з найкращих ігор року».
Незважаючи на загальну думку того часу, що 2D застаріло, критики також високо оцінювали графіку гри за її плавну анімацію, вражаючі ефекти та створення атмосфери.  Джон Ріккарді з Electronic Gaming Monthly написав, що «все анімовано з дивовижною увагою до деталей, а спеціальні ефекти, які використовуються всюди, створюють атмосферу, яку просто хочеться відчути». Однак було кілька противників з використанням 2D. Entertainment Weekly сказав, що візуальні ефекти були застарілими та плоскі, якщо порівнювати з Nightmare Creatures, який показував 3D-середовище, тоді як IGN прокоментував: «Графіка спочатку схожа на SNES і Genesis, анімація персонажів не особливо плавна, а 3D обмежується лише фоновими ефектами і дивними спецефектами». Деякі критикували озвучку, хоча GameSpot натомість похвалив її.  Музика була зустрінута майже одностайним схваленням, IGN описав її як «іноді лякаючу, іноді збудливу та завжди робив те, що музика повинна — підсилювати дію». 
У Electronic Gaming Monthly ' Editors' Choice Awards, Castlevania: Symphony of the Night отримала нагороди «Гра року для PlayStation» і «Гра року з сайд скролингом», а також посіла друге місце в категорії «Найкраща музика» (програвши PaRappa the Rapper) і «Гра року» (за GoldenEye 007). Він також був названий «Найкращим продовженням» у щорічному довіднику покупців. PSM назвала її «Грою року» у своєму списку десяти найкращих ігор 1997 року. </link>
Castlevania: Symphony of the Night була номінована на «Консольну гру року» та " Консольну пригодницьку гру року " на першій премії Interactive Achievement Awards AIAS.
Гра стала культовою, а копії оригінальної версії для PlayStation вважаються предметами колекціонування. Це продемонструвало незмінну популярність 2D- ігор під час п'ятого покоління ігрових консолей у 32-розрядну еру, яка спостерігала швидкий розвиток 3D- ігор.
Гра продовжує отримувати визнання критиків, і вона з'явилася в кількох інших списках «найкращих ігор». Того ж року, коли вона була випущена, вона була визнана 12-ю найкращою консольною відеоігрою всіх часів за версією Electronic Gaming Monthly, яка стверджувала, що це «не лише найкраща 2-D гра на PlayStation, це одна з найкращих, і крапка». Вона з'явилася в списку GameSpot "Найбільші ігри всіх часів '. Вона посіла 16-те місце в «100 найкращих ігор усіх часів» IGN і 24-те в «200 найкращих відеоігор усіх часів» ' Game Informer, опустившись на шість позицій порівняно з рейтингом 2001 року. GameZone назвав її найкращою грою Castlevania, коли-небудь створеною. GamePro назвала відкриття перевернутого замку 26-м найбільшим моментом в іграх. GamesRadar назвав Castlevania: Symphony of the Night другою найкращою грою для PlayStation усіх часів після Metal Gear Solid. Вона посіла 4 місце в списку 100 найкращих ігор усіх часів EGM і була найвищою грою для PS1 у списку. </link> Edge поставив гру на 35-е місце у своєму списку «100 найкращих ігор, у які можна грати сьогодні», заявивши: «Коли ви досягаєте моменту, коли замок перевертається з ніг на голову, ви бачите, що це геніальна робота».
Геймплей Castlevania: Symphony of the Night та її 2D-наступників часто порівнюють в ігровій пресі з популярним серіалом Metroid, причому Castlevania: Symphony of the Night і Super Metroid вважаються піонерами в жанрі Це призвело до появи терміна «Метроїдванія» (коротко від Metroid і Castlevania), який використовувався для опису відеоігор, які мають деякі спільні елементи.

### Продажі
Спочатку комерційні показники гри були посередніми, особливо в Сполучених Штатах, де вона була мало розрекламована, але завдяки похвальним відгукам критиків, вона стала хітом, оскільки її продавали з вуст в уста, а також завдяки сарафанному радіо. Версії для PlayStation і Saturn були продані в Японії в кількості 225 862 одиниць, тоді як версія для PlayStation була продана в США в кількості 477 304 одиниць, а всього в США і Японії було продано 703 166 одиниць.

## Нотатки
1. ↑  Known in Japan as Akumajō Dracula X: Gekka no Yasōkyoku (яп. 悪魔城ドラキュラX 月下の夜想曲, Akumajō Dorakyura Ekkusu: Gekka no Yasōkyoku, Demon Castle Dracula X: Nocturne in the Moonlight).[1][2]
2. ↑  [55][57][63][66][68][72]
3. ↑  [57][63][68]
4. ↑  [55][57][63][66][72]
5. ↑  [55][57][63][66][72]
6. ↑  [57][63][68]
7. ↑  [55][57][63][66][68][72]
8. ↑  [55][57][68][78]